# Équipe d'Allemagne automobile
L'A1 Team Allemagne est l'équipe représentant l'Allemagne dans la compétition automobile d'A1 Grand Prix. L'équipe remporta la deuxième saison lors de la saison 2006-07. L'équipe a été soutenue par l'écurie Super Nova Racing jusqu'en 2008 puis GU-Racing International.

## Historique

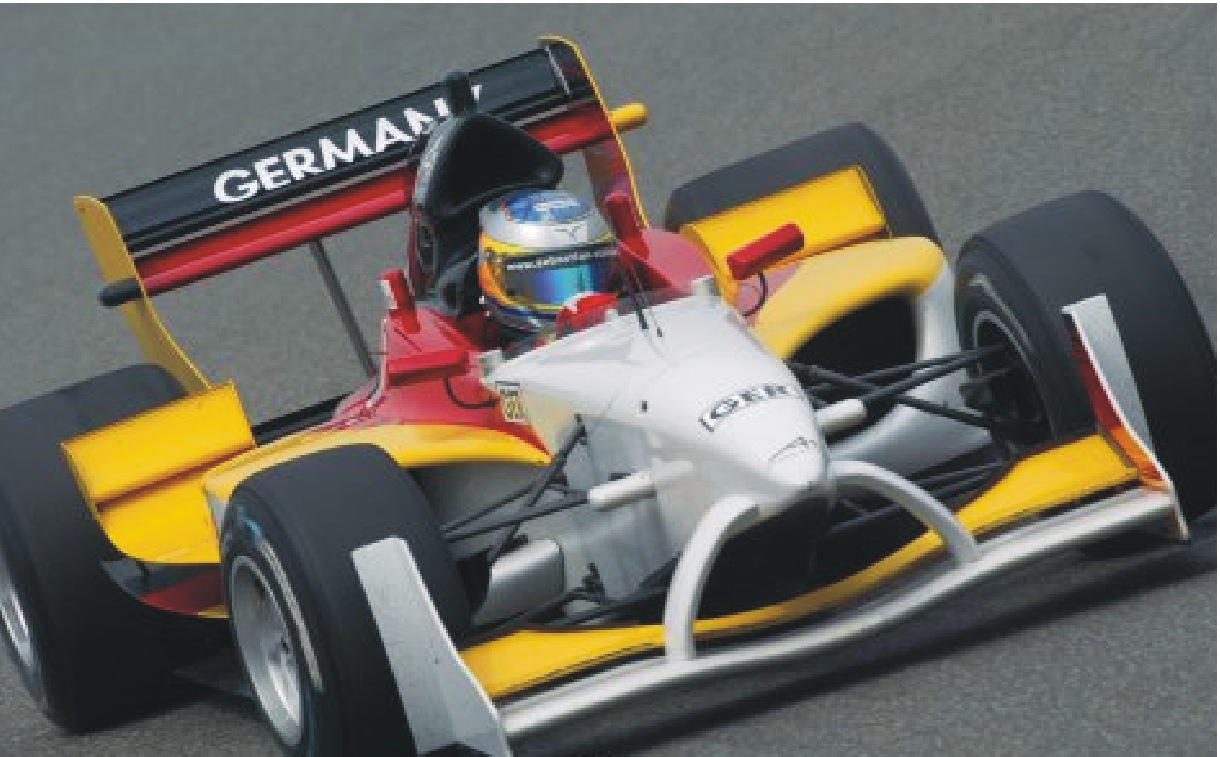
Sebastian Stahl représentant l'Allemagne.

En 1900, la Coupe Gordon Bennett est la première compétition où les pilotes défendaient leur nation. Eugen Benz, fils de Carl Benz dû se retirer avant le début de l'épreuve. En 1904, l'Allemagne organise la compétition mais Friedrich Franz Opel fut contraint d'abandonner. En 1905 Christian Werner termina cinquième. C'est durant cette compétition que la couleur blanche fut attribuée à l'Allemagne (remplacée par l'Argent dans les années 30).
Lors des compétitions A1 Grand Prix, l'Allemagne termina 15e lors de la première saison. La saison suivant, grâce à Nico Hülkenberg qui remporta neuf courses, l'Allemagne remporte la Coupe du monde. L'Allemagne remporta deux autres victoires en 2007 mais ne termina que 8e. Lors de la dernière saison, les pilotes allemands ne participèrent qu'à trois événements et terminèrent 21e.

## Palmarès
- 2005-2006 : 15e avec 38 points
- 2006-2007 :  Champion avec 128 points
- 2007-2008 : 8e avec 83 points
- 2008-2009 : 21e avec 2 points

## Pilotes
- 2005-2006 : Timo Scheider, Sebastian Stahl, Adrian Sutil
- 2006-2007 : Nico Hülkenberg, Christian Vietoris
- 2007-2008 : Michael Ammermüller, Christian Vietoris
- 2008-2009 : Michael Ammermüller, André Lotterer